# Neuville-Ferrières
Neuville-Ferrières é uma comuna francesa na região administrativa da Normandia, no departamento de Sena Marítimo. Estende-se por uma área de 12,95 km². Em 2010 a comuna tinha 582 habitantes (densidade: 44,9 hab./km²).